# Rajd Finlandii 1978

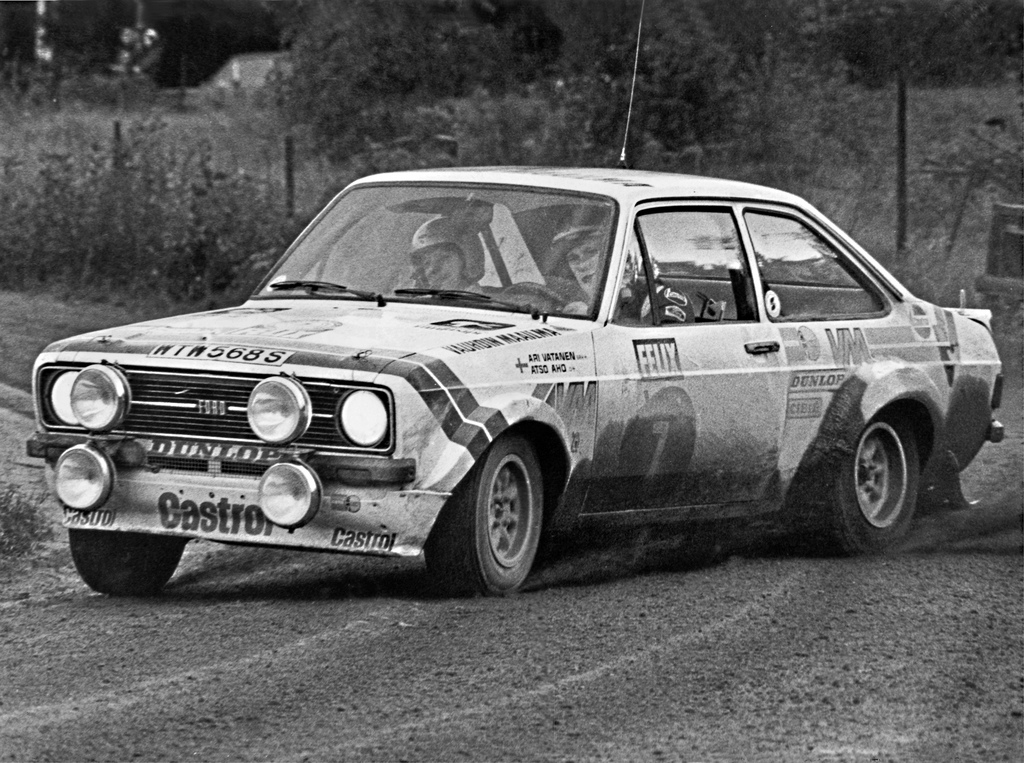
Ari Vatanen podczas rajdu

Rajd Finlandii 1978 (28. Jyväskylän Suurajot - Rally of the 1000 Lakes) – 28 Rajd Finlandii rozgrywany w Finlandii w dniach 25-27 sierpnia. Była to szósta runda Rajdowych Mistrzostw Świata producentów w roku 1978 oraz zarazem dziewiąta runda Rajdowych Mistrzostw Świata kierowców tzw. Pucharu FIA Kierowców. Rajd został rozegrany na nawierzchni szutrowej. Bazą rajdu było miasto Jyväskylä.

## Wyniki końcowe rajdu[1]
| Msc. | Kierowca          | Pilot            | Samochód                  | Czas    | Strata | Grupa | Pkt zespół | Pkt kierowca |
| ---- | ----------------- | ---------------- | ------------------------- | ------- | ------ | ----- | ---------- | ------------ |
| 1.   | Markku Alén       | Ilkka Kivimäki   | Fiat 131 Abarth           | 03:30.1 | -      | 4     | 10+8       | 9            |
| 2.   | Timo Salonen      | Erkki Nyman      | Fiat 131 Abarth           | 03:32.1 | +2.04  | 4     |            | 6            |
| 3.   | Pentti Airikkala  | Risto Virtanen   | Vauxhall Chevette 2300 HS | 03:32.5 | +2.4   | 4     | 8+6        | 4            |
| 4.   | Per Eklund        | Björn Cederberg  | Porsche 911               | 03:38.3 | +8.51  | 4     | 7+5        | 3            |
| 5.   | Simo Lampinen     | Juhani Markkanen | Fiat 131 Abarth           | 03:40.5 | +10.44 | 4     |            | 2            |
| 6.   | Tapio Rainio      | Jaakko Markkula  | Toyota Celica             | 03:42.3 | +12.15 | 2     | 5+8        | 1            |
| 7.   | Anders Kulläng    | Bruno Berglund   | Opel Kadett GT/E          | 03:43.1 | +12.58 | 2     | 4+7        |              |
| 8.   | Kyösti Hämäläinen | Juhani Korhonen  | Ford Escort RS1800        | 03:46.3 | +16.04 | 4     | 3+3        |              |
| 9.   | Leif Asterhag     | Anders Gullberg  | Toyota Celica 2000GT      | 03:46.5 | +16.24 | 2     |            |              |
| 10.  | Markku Saaristo   | Timo Alanen      | Toyota Celica             | 03:48.5 | +18.37 | 2     |            |              |

## Punktacja

### Klasyfikacja producentów
| Lp | Producent | Pkt. |
| -- | --------- | ---- |
| 1  | Fiat      | 82   |
| 2  | Opel      | 58   |
| 3  | Ford      | 56   |
| 4  | Porsche   | 53   |
| 5  | Toyota    | 36   |

- Uwaga: Tabela obejmuje tylko pięć pierwszych miejsc.

### Klasyfikacja  FIA Cup for Rally Drivers
| Lp | Producent           | Pkt. |
| -- | ------------------- | ---- |
| 1  | Markku Alén         | 32   |
| 2  | Jean-Pierre Nicolas | 22   |
| 3  | Hannu Mikkola       | 21   |
| 4  | Björn Waldegård     | 12   |
| 4  | Walter Röhrl        | 12   |

- Uwaga: Tabela obejmuje tylko pięć pierwszych miejsc.